# Parargidia
Parargidia là một chi bướm đêm thuộc họ Erebidae.